# Osman Nuri Pascià
Osman Nuri Pascià (turco ottomano: عثمان نوری پاشا; Tokat, 1832 – Istanbul, 5 aprile 1900) è stato un generale turco.
Osman Nuri Paşa, o Ghazi Osman Pascià (1832-5 aprile 1900), fu un Mareşal turco ottomano ed eroe dell'Assedio di Pleven nel 1877. Fu insignito del titolo onorifico di 'Ghazi' (turco per 'combattente') come risultato di quell'assedio.

## Gioventù
Osman Pascià nacque da una famiglia assai apprezzata (Yağcıoğulları) della città di Tokat, nell'Anatolia centrale. Suo padre era un civile.  Subito dopo la nascita di Osman, suo padre fu destinato a trasferirsi nella capitale ottomana, e la famiglia si spostò quindi a Istanbul, dove Osman condusse i suoi studi. Si diplomò nell'Accademia Militare nel 1852 ed entrò in cavalleria, proprio mentre iniziava la guerra di Crimea, in cui si mise in luce con distinzione, guadagnandosi rapidamente una promozione.
Nel 1861 Osman partecipò brillantemente alle operazioni contro i ribelli cretesi e contro quelli yemeniti nel 1864. Tornò dallo Yemen col titolo di "pascià" per essere poi assegnato, come comandante militare, nella regione di İşkodra (Scutari) - oggi Scutari - e nella Bosnia ottomana. A causa dei successi registrati nel soffocare la ribellione serba del 1876, fu promosso al grado di Mareşal, o Müşir (مشير).

## Guerra russo-turca (1877–1878)
Dopo che la Guerra russo-turca fu dichiarata il (24 aprile), le truppe russe - sotto il comando del fratello dello Zar, il Granduca Nikolaj Nikolaevič Romanov - marciarono verso sud, in direzione del Danubio. L'unica fortezza ottomana ben provvista di uomini e in grado di opporsi era a Vidin, dove le forze di Osman erano di guarnigione, poco dopo aver sbaragliato i Serbi.
Mentre le forze di Osman Pascià erano a Vidin, il suo precedente comandante, Sulayman Pascià era sul confine del Montenegro, e Abdul Kerim Nadir Pascià, l'altro comandante divisionale, era in Grecia. Vi erano solo 186.000 militari ottomani nei Balcani, 20.000 soli dei quali a disposizione di Osman Pascià. Quando i Russi attraversarono il Danubio e invasero in luglio la Bulgaria a Svištov, l'Alto Comando dell'esercito turco inviò Osman Pascià a rinforzare la città di Nicopoli.  Prima che Osman Pascià raggiungesse Nicopoli, l'avanguardia russa aveva preso la città nella Battaglia di Nicopoli (16 luglio) e Osman Pascià s'era asserragliato a Pleven, più a sud. Pleven era un sito maggiormente strategico, essendo il centro delle linee di trasporto e di comunicazione nel nord della Bulgaria. Osman Pascià cominciò a ordinare che si scavassero trincee attorno alla città. Tali opere difensive erano considerate un primo esempio di lavori difensivi. Egli collocò letteralmente uomini e artiglierie sotto il livello del terreno ma, mentre tali opere erano ancora in corso di realizzazione, le truppe russe cominciarono ad arrivare (19 luglio). Tuttavia i Russi erano abituati a operare in terreno aperto e inviarono con una notevole ingenuità colonne di fanteria ad attaccare direttamente le fortificazioni. Le difese predisposte da Osman Pascià respinsero due attacchi russi, provocando loro pesanti perdite. Molti analisti concordano nel ritenere che un contrattacco a quel punto avrebbe consentito ai Turchi di assumere il controllo della situazione e di distruggere il ponte di Svištov. Tuttavia Osman Pascià aveva ricevuto espliciti ordini di rimanere ben fortificato a Pleven e questa rigida concezione dell'Alto Comando impedì di sfruttare positivamente quell'opportunità.
La sua fama è tuttora legata alla città di Pleven, per via del testo del celeberrimo Türkü del Mehter (banda militare ottomana) 'Plevne Marşı' (marcia di Pleven) -ancora piuttosto in voga in Turchia- in cui gli viene dedicato grande onore (il testo dice "şanı büyük Osman paşa" ovvero "grande onore al comandante Osman).